# Calvario Bahuitz
Calvario Bahuitz är en ort i Mexiko.   Den ligger i kommunen Yajalón och delstaten Chiapas, i den sydöstra delen av landet, 800 km öster om huvudstaden Mexico City. Calvario Bahuitz ligger 1 205 meter över havet och antalet invånare är 226.
Terrängen runt Calvario Bahuitz är kuperad åt sydväst, men åt nordost är den bergig. Runt Calvario Bahuitz är det ganska tätbefolkat, med 67 invånare per kvadratkilometer. Närmaste större samhälle är Yajalón, 2,5 km öster om Calvario Bahuitz. I omgivningarna runt Calvario Bahuitz växer i huvudsak städsegrön lövskog.